# Pleuronodes lepticyma
Pleuronodes lepticyma är en fjärilsart som beskrevs av George Francis Hampson 1909. Pleuronodes lepticyma ingår i släktet Pleuronodes och familjen nattflyn. Inga underarter finns listade i Catalogue of Life.